# Indische bruinvis
De Indische bruinvis (Neophocaena phocaenoides) is een walvis uit de familie der bruinvissen (Phocoenidae). Hij komt voor in de Aziatische kustwateren en in verscheidene grotere rivieren. 

## Beschrijving
De Indische bruinvis verschilt van de andere bruinvissen door het bolle, sterk gewelfde voorhoofd en het ontbreken van de rugvin. In plaats daarvan heeft hij een lage, bobbelige kiel in het midden van de rug met enkele wratachtige uitsteeksels. De flippers zijn slank en licht gebogen, en de staart is sikkelvormig. De bek is kort en ietwat toegespitst. Zowel de boven- als de onderkaak heeft 13 tot 22 paar schopvormige tanden. De huid is lichtgrijs gekleurd, met een lichter gekleurde buik. Hij kan een donkere kinriem hebben. Veel dieren, ongeveer de helft, heeft lichtroze ogen.
Hij wordt 140 tot 200 cm lang en 30 tot 80 kg zwaar. Mannetjes zijn meestal groter dan vrouwtjes: mannetjes worden meestal 150 tot 190 cm, vrouwtjes 140 tot 170 cm.

## Verspreiding en leefgebied
De Indische bruinvis leeft in de tropische en gematigd warme wateren van de Indische en Westelijke Stille Oceaan, van de Perzische Golf tot Java en Borneo. Hij leeft over het algemeen in de ondiepe kustwateren, en wordt geregeld waargenomen in estuaria en mangroves. Ook zwemt hij geregeld grotere, troebele rivieren op. Soms zwemt hij ook de open zee op, maar ze blijven altijd binnen vijf kilometer van de kust.

## Leefwijze
De Indische bruinvis leeft meestal in paartjes, maar ook alleen of in kleine groepjes, meestal bestaande uit drie tot vijf dieren. Soms worden groepen van rond de tien dieren waargenomen, een enkele keer zelfs meer dan vijftig dieren. Het gaat hier altijd om zeer voedselrijke gebieden. Onder water beweegt hij zich snel en behendig voort. Tijdens de jacht blijft hij meestal minder dan een minuut onder water. Soms richt de Indische bruinvis op uit het water, net als verscheidene soorten baardwalvissen, om de omgeving in de gaten te houden ("spyhoppen").
Hij voedt zich met vissen, weekdieren als inktvissen en zeekatten en kreeftachtigen als garnalen. Tijdens de jacht maakt hij gebruik van echolocatie. Hij jaagt meestal op bodemdieren, maar ook op scholenvissen. Door het volgen van deze scholen ontstaan korte seizoensgebonden trekbewegingen.
Een jong wordt in het begin van de zomer geboren, na een draagtijd van elf maanden. Het is bij de geboorte zo'n zestig cm lang. Het jong houdt zich soms vast aan de kiel op de rug van de moeder. De zoogtijd duurt zes tot vijftien maanden. De levensverwachting wordt geschat op 23 jaar.

## Ondersoorten
Er werden drie ondersoorten onderscheiden, maar deze werden allen als aparte soorten afgesplitst:
- Neophocaena phocaenoides - Indische Oceaan, Zuid-Chinese Zee
- Neophocaena sunameri - Noord-China, Japan, Korea
- Neophocaena asiaeorientalis - Jangtsekiang

## Relatie met de mens
Er is te weinig informatie bekend over de aantallen Indische bruinvissen om te kunnen zeggen of de soort al dan niet bedreigd is. De soort leeft in de dichtbevolkte kustgebieden van Azië, en dat zal waarschijnlijk invloed hebben op de aantallen dieren. De soort raakt soms verstrikt in visnetten en komt in botsing met schepen. Dat laatste is waarschijnlijk een groot probleem in de wateren rond Hongkong. De Indische bruinvis wordt slechts in enkele gebieden bejaagd, en zelden in grote aantallen.
De ondersoort uit de Jangtsekiang (N.p. asiaeorientalis) is een bedreigde soort. Door overbevissing, onder andere door het (illegaal) elektrisch vissen, waarbij waarschijnlijk ook Indische bruinvissen direct worden gedood, en de aanleg van verscheidene dammen in de rivier is het aantal teruggelopen tot circa 1000 dieren. Hij deelt de rivier met de Chinese vlagdolfijn (Lipotes vexillifer), die over het algemeen wordt beschouwd als de meest bedreigde walvisachtige. De populatie in de Zuid-Chinese Zee heeft te lijden onder habitatvernietiging door landwinning, baggeren en vervuiling.
In Japan wordt de soort in gevangenschap gehouden. Hij heeft zich hier ook voortgeplant.